# Département de Chos Malal
Le département de Chos Malal est une des 16 subdivisions de la province de Neuquén, en Argentine. Son chef-lieu est la ville de Chos Malal.
Le département a une superficie de 4 330 km2. Sa population s'élevait à 14 185 habitants en 2001. Selon les estimations de l'INDEC argentin, en 2005, il avait 18 329 habitants.

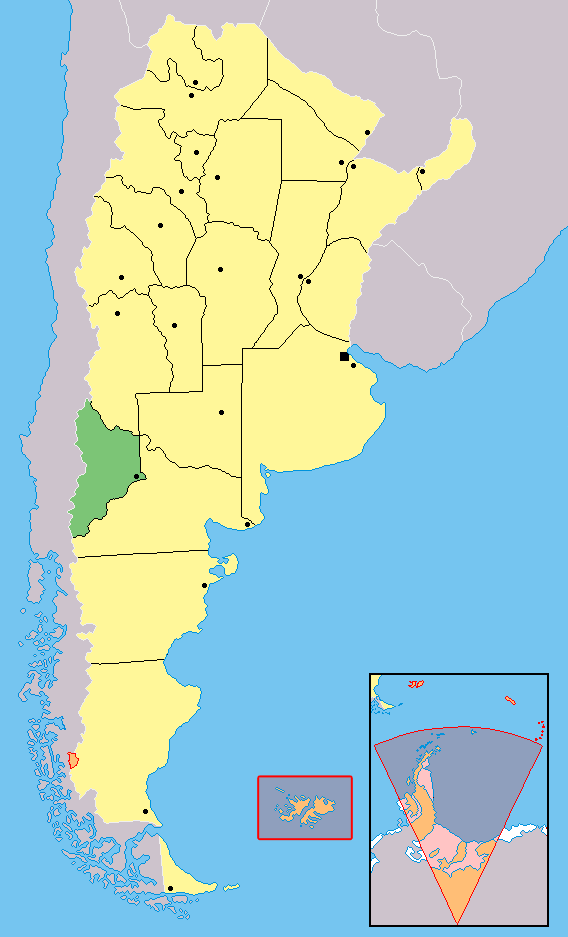
Localisation de la province de Neuquén en Argentine